# Golojeh
Golojeh (persiska: گُلجِه, گولجِه, كُلجِه, گُلوجِه, گلجه) är en ort i Iran.   Den ligger i provinsen Zanjan, i den nordvästra delen av landet, 300 km nordväst om huvudstaden Teheran. Golojeh ligger 1 842 meter över havet och antalet invånare är 374.
Terrängen runt Golojeh är kuperad norrut, men söderut är den platt.Runt Golojeh är det ganska glesbefolkat, med 47 invånare per kvadratkilometer. Närmaste större samhälle är Armaghānkhāneh, 6,9 km sydost om Golojeh. Trakten runt Golojeh består i huvudsak av gräsmarker.